# جورج غوردون كينغ
جورج غوردون كينغ (بالإنجليزية: George Gordon King)‏ هو محامي وسياسي أمريكي، ولد في 9 يونيو 1807 في الولايات المتحدة، وتوفي في 17 يوليو 1870 في نفس البلد. حزبياً، نشط في حزب اليمين. وقد انتخب عضو مجلس النواب الأمريكي.